# 野登村
野登村（ののぼりむら）は三重県鈴鹿郡にあった村。現在の亀山市の北端、安楽川の上流域、亀山ジャンクションの北西一帯にあたる。

## 地理
- 山岳：野登山、仙ヶ岳、雨引山
- 河川：安楽川、大門川、我女川、宮川、矢原川、石谷川

## 歴史
- 1889年（明治22年）4月1日 - 町村制の施行により、両尾村・安坂山村・辺法寺村の区域をもって発足。
- 1954年（昭和29年）10月1日 - 亀山町・昼生村・井田川村・川崎村と合併して亀山市が発足。同日野登村廃止。

## 交通

### 道路
現在は旧村域に東名阪自動車道・新名神高速道路の亀山ジャンクションが所在するが、当時は未開通。

## 名所・旧跡・観光スポット・祭事・催事
- 石水渓